# Шомодь (комитат)

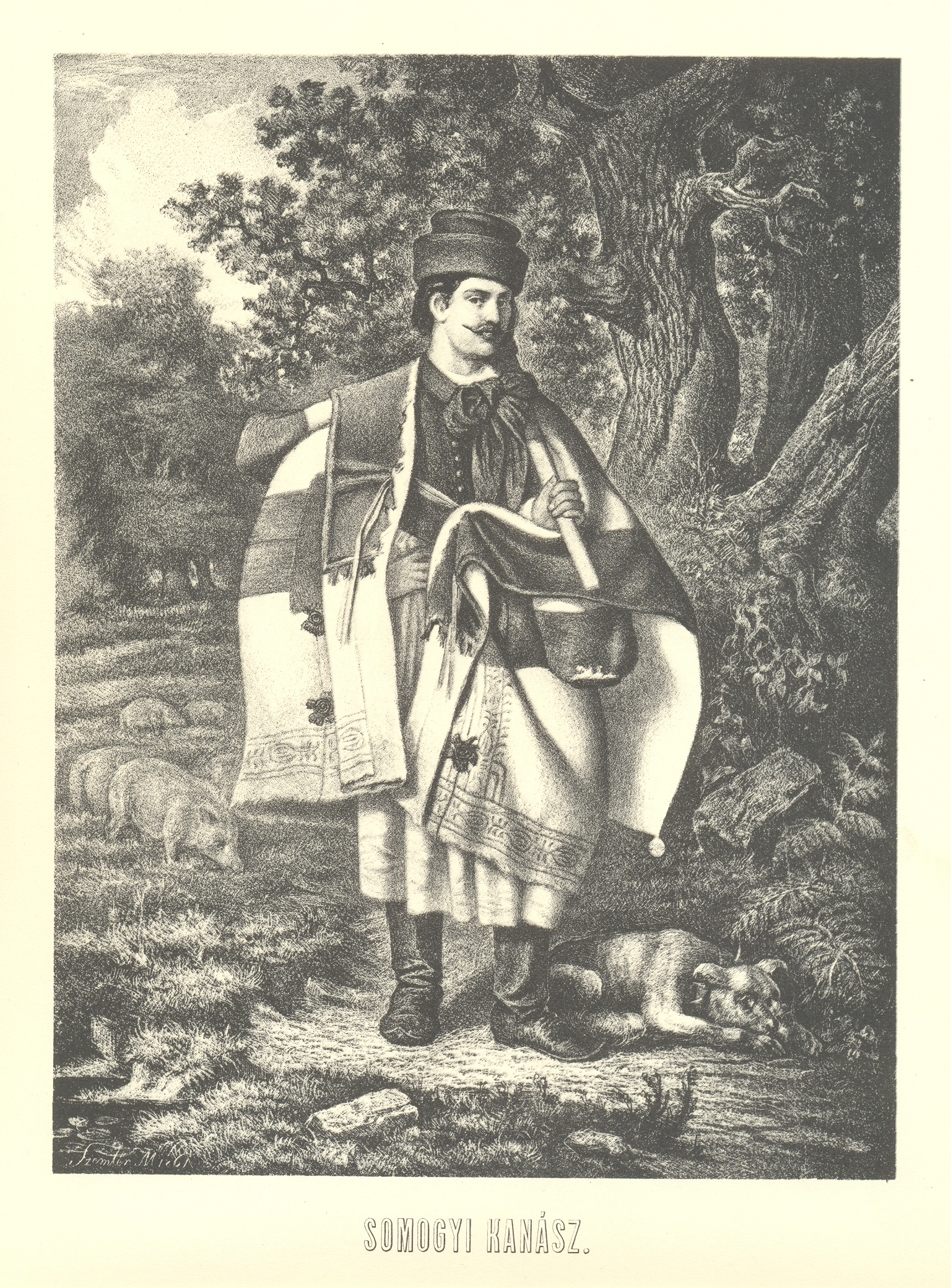
Свинопас с овчаркой из Шомодя, Венгрия, 1861 г.

Шо́модь (венг. Somogy) — исторический комитат в западной части Венгерского королевства.
В настоящее время эта территория входит в состав медье Шомодь Венгерской республики, а небольшая часть — в состав медье Баранья. Административным центром комитата Шомодь был город Капошвар.

## География
Шомодь занимал южный берег озера Балатон и территорию к югу от него до реки Драва. Эта территория представляет собой холмистую равнину, на востоке ограниченную небольшой возвышенностью. Из крупных рек, помимо Дравы на юге, выделяются приток Дуная Капош, впадающий в Балатон Коппань и вытекающий из Балатона Шио на северо-востоке комитата. Южные области Шомодя в долине Дравы заболочены. Площадь комитата составляла 6675 км² (по состоянию на 1910 г.). Шомодь граничил со следующими комитатами Венгрии: Зала, Веспрем, Тольна и Баранья, а также с хорватскими комитатами Верёце и Бьеловар.
Центральная и южная части Шомодя достаточно плодородны и специализировались на выращивании пшеницы, кукурузы, ржи и сахарной свёклы. Здесь также было хорошо развито садоводство и виноградарство. Из отраслей промышленности наибольшее значение имела мукомольная и сахарная промышленность, а также деревообработка.

## История

Герб комитата Шомодь

Шомодь был одним из первых комитатов Венгерского королевства, образованных в начале XI века при короле Иштване I Святом. Своё название он получил от королевского замка Шомодьвар, расположенного чуть южнее озера Балатон. В начале XVI века территория комитата была завоёван турками и вошла в состав Будского пашалыка Османской империи. Особенно долго сопротивлялся турецкому наступлению город Сигетвар, защитники которого в 1566 г. предпочли сжечь город, чем сдаться врагу. Турецкая оккупация продолжалась до конца XVII века.
После поражения Австро-Венгрии в Первой мировой войне в 1918 г. и раздела Венгерского королевства по Трианонскому договору 1920 г., Шомодь остался в составе Венгрии. На его основе было образовано медье Шомодь. Незадолго до начала Второй мировой войны Шомодю был возвращён город Шиофок, который в середине XIX века был передан соседнему комитату Веспрем. В 1950 г. территория вокруг города Сигетвар отошла к медье Баранья.

## Население
Согласно переписи 1910 г. на территории комитата Шомодь проживало около 366 000 жителей, из них 90 % относили себя к венграми, а 6 % составляло немецкоязычное национальное меньшинство. Число хорватов, проживающих в комитате, не превышало 11 000 человек (около 3 % населения). Господствующий религией в Шомоде был католицизм, который исповедовало более 70 % населения, однако значительные позиции имели и протестантские конфессии: 20% жителей принадлежало к кальвинистским церквям, 5 % исповедовало лютеранство. Евреи в комитате составляли около 4 % населения.

## Административное деление

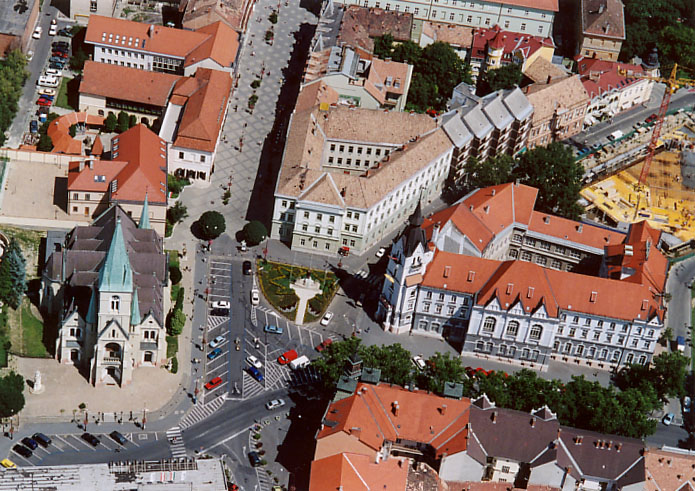
Вид на Капошвар

В начале XX века в состав комитата входили следующие округа:
| Округа        | Округа       |
| Округ         | Адм. центр   |
| ------------- | ------------ |
| Барч          | Барч         |
| Игал          | Игал         |
| Капошвар      | Капошвар     |
| Лендьельтоти  | Лендьельтоти |
| Марцали       | Марцали      |
| Надьятад      | Надьятад     |
| Сигетвар      | Сигетвар     |
| Таб           | Таб          |
| Чурго         | Чурго        |
| Муниципалитет |              |
| Капошвар      |              |